# Samsung Galaxy Z Flip 6
Samsung Galaxy Z Flip6（サムスンギャラクシーZ Flip6）は、サムスン電子が設計、開発、販売したAndroid ベースの折りたたみ式スマートフォンである。
Galaxy Z Flip6はグローバルに2024年7月10日に発表された。

（日本では2024年7月17日に予約を開始。）

## 主要項目

### カラー
| Color | Name                   |
| ----- | ---------------------- |
|       | ブルー                 |
|       | イエロー               |
|       | ミント                 |
|       | シルバー シャドウ      |
|       | クラフテッド ブラック* |
|       | ホワイト*              |

(*クラフテッド ブラック、ホワイトカラーの購入はSamsung.com限定）

### 耐久性
Galaxy Z Flip6の防水・防塵の等級はIP48

防塵: IP4X(直径1.0mm以上の大きさの固形物が内部に入らない)
防水: IPX8
(継続的に水中に沈めた場合でも機器が影響を受けない)

### 前機種との比較
| 機種名         | Galaxy Z Flip6 | Galaxy Z Flip5 |
| -------------- | --- | --- |
| ディスプレー   | 6.7型有機EL(22:9) 1～120Hz対応 3.4型有機EL                                                                             | 6.7型有機EL(22:9) 120Hz対応 3.4型有機EL                                                                               |
| 画面解像度     | 1080×2640 720×748 | 1080×2640 720×748 |
| サイズ         | 71.9×165.1×6.9mm 71.9×85.1×14.9mm                                                                                      | 71.9×165.1×6.9mm 71.9×85.1×15.1mm                                                                                     |
| 重量           | 187g | 187g |
| CPU            | Snapdragon 8 Gen 3 for Galaxy                                                                                          | Snapdragon 8 Gen 2 for Galaxy                                                                                         |
| 内蔵メモリー   | 12GB | 8GB |
| 内蔵ストレージ | 256/512GB | 256/512GB |
| 外部ストレージ | - | - |
| OS             | Android 14 | Android 13 |
| 無線LAN        | Wi-Fi 6E | Wi-Fi 6E |
| カメラ画素数   | 50メガ＋12メガ(超広角) イン10メガ                                                                                      | 12メガ＋12メガ(超広角) イン10メガ                                                                                     |
| バッテリー容量 | 4000mAh | 3700mAh(25W対応) |
| 防水／防塵     | ○／○（IPX8/IP4X） | ○／×（IPX8） |
| 生体認証       | ○（側面指紋、顔） | ○（側面指紋、顔） |
| USB端子        | Type-C | Type-C |
| イヤホン端子   | × | × |
| カラバリ       | ブルー、シルバーシャドウ、ミント、イエロー 【限定モデル】クラフテッド ブラック、ホワイト、ピーチ（ピーチは日本未発売） | ミント、クリーム、ラベンダー、グラファイト 【限定モデル】グレイ、グリーン、ブルー、イエロー（グレイを除き日本未発売） |

### 予約・発売
▼Samsung eStore

予約開始日：2024年7月17日午前9時から

発売日：2024年7月31日
▼docomo

予約開始日：2024年7月17日午前9時から

発売日：2024年7月31日
▼au

予約開始日：2024年7月17日午前9時から

発売日：2024年7月31日

## 五輪仕様
サムスンがオリンピック・パラリンピック公式パートナーとなっている関係から、2024年パリオリンピック並びに2024年パリパラリンピックに出場する選手向け仕様として「Galaxy Z Flip6 Olympic Edition」が用意され、選手村等で出場選手に無料配布された。
通常版との主な違いは以下の通り。
- 背面に五輪マーク（パラリンピック版はスリー・アギトス）が入る
- パリのメンズ高級メゾン「Berluti」とコラボレーションし、ベネチアレザーで作られた専用の「Flipsuit Case」を用意
- Orange社との提携によるデータ通信量100GB 5GのeSIMと、2年間のSamsungの国際保証が付属
- 「Athlete 365」などの国際オリンピック委員会（IOC）公式アプリがプリインストールされる
- 「Samsung Wallet」経由で、選手村等に設置されたコカ・コーラの自販機を無料で利用できるほか、イル・ド・フランス・モビリティ（英語版）（IDFM）社と連携して公共交通機関を無制限に無料で利用できる

本機はオリンピック・パラリンピックの表彰式に唯一持ち込みが許可されたスマートフォンとなるため、表彰台に登った選手がその場で本機によるセルフィーをアップロードできることが大きなアピールポイントとされた。
なお東京五輪（Galaxy S21）、北京冬季五輪（Galaxy Z Flip3）と異なり、Olympic Editionに相当する機種の一般販売は行われず、限定17,000台の非売品という扱いとなる。